# NK Gyoezelem Korođ
NK Gyoezelem Korođ (mađ. Győzelem, hrv. Đezelem) je nogometni klub iz Korođa.
U sezoni 2020./21. se natječe se u 3. ŽNL Vukovarsko-srijemska NS Vinkovci.